# Drybrook
Drybrook – wieś w Anglii, w hrabstwie Gloucestershire, w dystrykcie Forest of Dean. Leży 25 km na południowy zachód od miasta Gloucester i 168 km na zachód od Londynu. W 2001 miejscowość liczyła 2855 mieszkańców.